# ویکی پراپرتیز
ویکی پراپرتیز (انگلیسی: Vici Properties) شرکت املاک آمریکایی است، که در سال ۲۰۱۷ تأسیس شد.